# Nolasodes atrisignata
Nolasodes atrisignata är en fjärilsart som beskrevs av George Francis Hampson 1910. Nolasodes atrisignata ingår i släktet Nolasodes och familjen nattflyn. Inga underarter finns listade i Catalogue of Life.